# Lijst van gemeentelijke monumenten in Baarle-Nassau
De gemeente Baarle-Nassau heeft 40 gemeentelijke monumenten. Hieronder een overzicht. 

## Baarle-Nassau
De plaats Baarle-Nassau kent 16 gemeentelijke monumenten:
| Object | Bouwjaar                 | Architect                   | Locatie              | Coördinaten                   | Nr.        | Afbeelding |
| --- | ------------------------ | --------------------------- | -------------------- | ----------------------------- | ---------- | --- |
| Molenromp van een voormalige molen, thans in gebruik als woonhuis | ca. 1900                 |                             | Alphenseweg 6        | 51° 26' 46" NB, 4° 56' 9" OL  | 0744/97.01 | Molenromp van een voormalige molen, thans in gebruik als woonhuis |
| Woonhuis, onder invloed van de Amsterdamse School. Een gevelsteen herinnert aan de eerstesteenlegging door Adr. Hermans en A. Hermes-Buurs op 29 maart 1936 | 1936                     |                             | Alphenseweg 9        | 51° 26' 41" NB, 4° 56' 0" OL  | 0744/97.15 | Woonhuis, onder invloed van de Amsterdamse School. Een gevelsteen herinnert aan de eerstesteenlegging door Adr. Hermans en A. Hermes-Buurs op 29 maart 1936 |
| Voormalige wachtpost 20 langs de Tilburg-Turnhout spoorlijn, thans als woonhuis in gebruik. Op het terrein bevindt zich een waterput. | 1867                     |                             | Boschoven 1          | 51° 27' 14" NB, 4° 55' 46" OL | 0744/96.26 | Voormalige wachtpost 20 langs de Tilburg-Turnhout spoorlijn, thans als woonhuis in gebruik. Op het terrein bevindt zich een waterput. |
| Boerderijcomplex, bestaande uit een woonhuis met aangebouwde schuur, een gemoderniseerde karschop en twee naoorlogse schuren en een Vlaamse schuur. De Vlaamse schuur is een rijksmonument. | 1936                     |                             | Boschoven 6          | 51° 27' 13" NB, 4° 55' 54" OL | 0744/96.27 | Boerderijcomplex, bestaande uit een woonhuis met aangebouwde schuur, een gemoderniseerde karschop en twee naoorlogse schuren en een Vlaamse schuur. De Vlaamse schuur is een rijksmonument. |
| Voormalige boerderij, bestaande uit een woonhuis en schuur, die door een tussenlid met elkaar zijn verbonden. Op het erf voorts een houten schuur met pannendak. | 1949                     | Jacobs uit Alphen (N-Br.)   | Boschoven 28         | 51° 27' 24" NB, 4° 56' 38" OL | 0744/96.30 | Voormalige boerderij, bestaande uit een woonhuis en schuur, die door een tussenlid met elkaar zijn verbonden. Op het erf voorts een houten schuur met pannendak. |
| Voormalig landhuis, thans kantoor, met invloeden van de neo-renaissance-stijl. Een gevelsteen met het opschrift: "Cette pièrre á été poséé le 5 juillet 1873 par Henriètte Maijer-Van den Bergh" herinnert aan de eerstesteenlegging. Op 1 oktober 1931 werd het gekocht door de congregatie van de fransiscanenbroeders van het Heilige Kruis voor de opvang van thuislozen. Sinds 1967 wordt dit pand "De Gaarshof" genoemd. | 1873                     |                             | Bredaseweg 39        | 51° 28' 8" NB, 4° 54' 6" OL   | 0744/97.02 | Upload foto |
| Restanten van het in 1934 gesloopte station "Baarle-Weelde". De spoorbaan is goed zichtbaar en gehandhaafd als fietspad. Ter plaatse van de Grensweg herinneren de perrons aan de plaats waar het station heeft gestaan. Deze perrons liggen verhoogd ten opzichte van en haaks op de Grensweg. In het achtergelegen bos bevindt zich een voormalige rangeerschijf. Deze is cirkelvormig en gebouwd van rode baksteen en afgedekt met een gemetselde rollaag. | ca. 1900                 | George Willem van Heukelom  | Grensweg ongenummerd | 51° 24' 1" NB, 4° 56' 2" OL   | 0744/96.39 | Meer afbeeldingen |
| Vrijstaande (voormalige) loodgieterswerkplaats | 1941                     |                             | Kapelstraat 8        | 51° 26' 31" NB, 4° 56' 6" OL  | 0744/97.04 | Vrijstaande (voormalige) loodgieterswerkplaats |
| Voormalige, deels onderkelderde, spoorwachterswoning; thans woonhuis, | 1867                     |                             | Kerkstraat 3         | 51° 26' 30" NB, 4° 55' 40" OL | 0744/97.06 | Voormalige, deels onderkelderde, spoorwachterswoning; thans woonhuis, |
| Boerderijcomplex, bestaande uit een langgevelboerderij, een naoorlogse wagenloods en schuur. Dit complex heeft aan het einde van de Tweede Wereldoorlog in de vuurlinie gelegen, waarvan het sporen vertoont in het metselwerk van de boerderij. Aan de rechterzijgevel is ca. 1930 een aanbouw gebouwd. Aan de voor- en zijgevels zijn tegels ingemetseld met de inscriptie: "Baaijenshof 1828". In de linker- en rechterzijgevel een tegel met: "Ik blijf in goede verwachting 1828". | 1828                     |                             | Klein Bedaf 5        | 51° 27' 31" NB, 4° 58' 59" OL | 0744/96.31 | Boerderijcomplex, bestaande uit een langgevelboerderij, een naoorlogse wagenloods en schuur. Dit complex heeft aan het einde van de Tweede Wereldoorlog in de vuurlinie gelegen, waarvan het sporen vertoont in het metselwerk van de boerderij. Aan de rechterzijgevel is ca. 1930 een aanbouw gebouwd. Aan de voor- en zijgevels zijn tegels ingemetseld met de inscriptie: "Baaijenshof 1828". In de linker- en rechterzijgevel een tegel met: "Ik blijf in goede verwachting 1828". |
| Voormalige pastorie, thans in gebruik als woonhuis/praktijk, in de neo-renaissancestijl. Een gevelsteen met het opschrift "P. Key, pastoor, 8-7-1905r" herinnert daaraan. | 1905                     |                             | Nieuwstraat 10       | 51° 26' 36" NB, 4° 55' 45" OL | 0744/97.07 | Voormalige pastorie, thans in gebruik als woonhuis/praktijk, in de neo-renaissancestijl. Een gevelsteen met het opschrift "P. Key, pastoor, 8-7-1905r" herinnert daaraan. |
| Sint-Salvatorkapel, kruiswegstatie, calvarieberg en Lourdesgrot, omzoomd door linde-, eiken- en beukenbomen. Via een hek geeft een pad met bomen toegang tot de kapel. Links van dit pad bevindt zich de Lourdesgrot, links achter de kapel de calvarieberg. De kapel werd gebouwd op de oude fundamenten van het voormalig priesterkoor van de kerk, die was gesloopt. Een gevelsteen boven de ingang herinnert aan de start van de bouw, 5 augustus 1931. Een gevelsteen aan de rechterzijde van de kapel herinnert aan J.A. Vekemans, pastoor 8-9-1930. Boven de toegangsdeur is op het kozijn geschilderd: "Wij handhaven het erfdeel onze vaderen, IMACH XV34". In de van hardsteen opgebouwde Lourdesgrot bevinden zich enkele beelden Boven het beeld van Maria is de tekst aangebracht: Ik ben de onbevlekte ontvangenis". Voor de grot bevinden zich banken en een beeldje. Op de calvarieberg, die van hardsteen is opgebouwd, bevinden zich het kruis met het beeld van Christus en twee beelden. Boven het kruis de letters INRI. De kruiswegstatie bestaat uit 28 van beton vervaardigde staties, waarvan 14 met gekleurde afbeelding en 14 met een gebeeldhouwde afbeelding, die het verloop van de kruisiging van Christus voorstellen. Deze afbeeldingen zijn eveneens terug te vinden in de kerk aan Nieuwstraat 12 te Baarle-Nassau. | 1930                     | kapel: Dom v.d. Laan o.s.b. | Nijhoven ongenummerd | 51° 26' 30" NB, 4° 56' 42" OL | 0744/96.32 | Meer afbeeldingen |
| Voormalige wachtpost 26 langs de Tilburg-Turnhout spoorlijn, thans als woonhuis in gebruik. De cijfers 26 zijn niet meer zichtbaar. Het deel dat in 1867 werd gebouwd is onderkelderd. In 1903 werd de wachtpost uitgebreid met een bouwdeel dat haaks op de oorspronkelijke bouwmassa werd gebouwd. | 1867, 1903               |                             | Schaluinen 14        | 51° 25' 25" NB, 4° 55' 48" OL | 0744/96.52 | Voormalige wachtpost 26 langs de Tilburg-Turnhout spoorlijn, thans als woonhuis in gebruik. De cijfers 26 zijn niet meer zichtbaar. Het deel dat in 1867 werd gebouwd is onderkelderd. In 1903 werd de wachtpost uitgebreid met een bouwdeel dat haaks op de oorspronkelijke bouwmassa werd gebouwd. |
| Stadhuis, in de stijl van de Delftse School, bestaande uit een hoofdgebouw en een voormalige brandweerkazerne. | 1953                     | J. de Lint uit Breda        | Singel 1             | 51° 26' 36" NB, 4° 55' 49" OL | 0744/97.10 | Stadhuis, in de stijl van de Delftse School, bestaande uit een hoofdgebouw en een voormalige brandweerkazerne. |
| Voormalige burgemeesterswoning | jaren 50 van de 20e eeuw | J. de Lint uit Breda        | Sint Annaplein 1     | 51° 26' 38" NB, 4° 55' 58" OL | 0744/97.11 | Voormalige burgemeesterswoning |
| Voormalige wachtpost langs de Tilburg-Turnhout spoorlijn, thans als woonhuis in gebruik. Het deel dat in 1867 werd gebouwd is onderkelderd. In 1903 werd de wachtpost uitgebreid met een bouwdeel dat haaks op de oorspronkelijke bouwmassa werd gebouwd. | 1867, 1903               |                             | Stationsstraat 30    | 51° 26' 30" NB, 4° 55' 39" OL | 0744/97,13 | Voormalige wachtpost langs de Tilburg-Turnhout spoorlijn, thans als woonhuis in gebruik. Het deel dat in 1867 werd gebouwd is onderkelderd. In 1903 werd de wachtpost uitgebreid met een bouwdeel dat haaks op de oorspronkelijke bouwmassa werd gebouwd. |

## Castelré
De plaats Castelré kent 7 gemeentelijke monumenten:
| Object | Bouwjaar | Architect | Locatie              | Coördinaten                   | Nr.        | Afbeelding |
| --- | -------- | --------- | -------------------- | ----------------------------- | ---------- | --- |
| Het boerderijcomplex bestaat uit een woonhuis met aangebouwde dwarsdeelschuur (ca. 1920), een Vlaamse schuur en een karschop (vóór 1830). |          |           | Groeske 1            | 51° 25' 29" NB, 4° 46' 50" OL | 0744/97.18 | Het boerderijcomplex bestaat uit een woonhuis met aangebouwde dwarsdeelschuur (ca. 1920), een Vlaamse schuur en een karschop (vóór 1830). |
| Het boerderijcomplex bestaat uit een voormalige langgevelboerderij, die in oorsprong werd gebouwd in 1780, de huidige verschijningsvorm dateert uit ca. 1930, een Vlaamse schuur en een gedeelte van een schuur (18e-eeuws).                                                                               |          |           | Groeske 5            | 51° 25' 31" NB, 4° 46' 49" OL | 0744/97.19 | Het boerderijcomplex bestaat uit een voormalige langgevelboerderij, die in oorsprong werd gebouwd in 1780, de huidige verschijningsvorm dateert uit ca. 1930, een Vlaamse schuur en een gedeelte van een schuur (18e-eeuws).                                                                               |
| Het boerderijcomplex bestaat uit een langgevelboerderij (vermoedelijk 17e-eeuws), een schuur (vooroorlogs) met tussenlid en een naoorlogse schuur. De schuren en het tussenlid zijn niet beschermenswaardig.                                                                                               |          |           | Groeske 7            | 51° 25' 32" NB, 4° 46' 48" OL | 0744/97.20 | Upload foto |
| De voormalige boerderij is gebouwd omstreeks 1634 (teken in de rechterzijgevel) en wordt thans als woonhuis gebruikt. |          |           | Groeske 8            | 51° 25' 35" NB, 4° 46' 47" OL | 0744/97.21 | Meer afbeeldingen |
| Karschop, gebouwd in 1943. De dwarsdeelschuur en open hooischuur met karschop zijn niet beschermenswaardig. |          |           | Groeske 11           | 51° 25' 36" NB, 4° 46' 47" OL | 0744/97.22 | Karschop, gebouwd in 1943. De dwarsdeelschuur en open hooischuur met karschop zijn niet beschermenswaardig. |
| Herdenkingsmonument uit het eerste kwart van de 20e eeuw. Het heeft een ingemetselde hardstenen gedenksteen met het opschrift: U God van Vrede Na oorlogsche dank van alle inwoners van Castelré De pastoor E.H. Leo Baes, krijgsaalmoezenier van ’t Bisdom Gent 1914-1918 Achter de venster drie beelden. |          |           | Hooiberg ongenummerd | 51° 25' 22" NB, 4° 47' 3" OL  | 0744/97.24 | Herdenkingsmonument uit het eerste kwart van de 20e eeuw. Het heeft een ingemetselde hardstenen gedenksteen met het opschrift: U God van Vrede Na oorlogsche dank van alle inwoners van Castelré De pastoor E.H. Leo Baes, krijgsaalmoezenier van ’t Bisdom Gent 1914-1918 Achter de venster drie beelden. |
| Boerderijcomplex, gebouwd ca. 1890, bestaande uit een woonhuis met dwarsdeel, aangebouwde schuur en een hooischuur. |          |           | Hooiberg 8           | 51° 25' 19" NB, 4° 47' 7" OL  | 0744/97.25 | Upload foto |

## Ulicoten
De plaats Ulicoten kent 17 gemeentelijke monumenten:
| Object | Bouwjaar | Architect                 | Locatie               | Coördinaten                   | Nr.        | Afbeelding |
| --- | -------- | ------------------------- | --------------------- | ----------------------------- | ---------- | --- |
| Voormalig boerderijcomplex met een gedeeltelijk onderkelderde langgevelboerderij, bakhuis en een heropgerichte Vlaamse schuur. De bouwmassa van de voormalige boerderij en het bakhuis dateren gedeeltelijk uit het midden van de 18e eeuw (1750) en deels uit het midden van de 19e eeuw (1860). De voormalige stal is door een recente verbouwing gewijzigd en heeft een woonfunctie gekregen. De gebinten van de Vlaamse schuur hebben de status van gemeentelijk monument. Deze gebinten maakten voorheen onderdeel uit van de enige jaren geleden afgebroken Vlaamse schuur op het adres Dorpsstraat 29 te Ulicoten. |          |                           | Armeshof 2            | 51° 27' 34" NB, 4° 50' 48" OL | 0744/04.01 | Upload foto |
| St. Bernarduskapel; in een fraaie beboste omgeving gebouwde kapel met kruiswegstatie (gebouwd ca. 1950). Voor de kapel een tuin, de kruiswegstatie is middels een brug bereikbaar. Het geheel is op Belgisch grondgebied gelegen. De Bernarduskapel is na de Tweede Wereldoorlog gebouwd op de plaats waar reeds in 1649 door de Ulicotenaren een veldkerk was gebouwd, toen er in de Noordelijke Nederlanden geen katholieke eredienst meer mocht worden gehouden. De kruiswegstatie is niet beschermenswaardig. |          |                           | Bosstraat ongenummerd |                               | 0744/97.17 | St. Bernarduskapel; in een fraaie beboste omgeving gebouwde kapel met kruiswegstatie (gebouwd ca. 1950). Voor de kapel een tuin, de kruiswegstatie is middels een brug bereikbaar. Het geheel is op Belgisch grondgebied gelegen. De Bernarduskapel is na de Tweede Wereldoorlog gebouwd op de plaats waar reeds in 1649 door de Ulicotenaren een veldkerk was gebouwd, toen er in de Noordelijke Nederlanden geen katholieke eredienst meer mocht worden gehouden. De kruiswegstatie is niet beschermenswaardig. |
| Boerderijcomplex, dat deel uitmaakt van de Dorpsstraat te Ulicoten, bestaande uit een woonhuis en een stal die door een tussenlid met het woonhuis is verbonden. Het woonhuis is gebouwd in 1881. Een gevelsteen met het opschrift: "C.H.D. Verheijen burgemeester Baarle-Nassau, 16-7-1881" herinnert aan de eerstesteenlegging. Tevens bevindt zich in de voorgevel een tegel. |          |                           | Dorpsstraat 29        | 51° 27' 22" NB, 4° 51' 43" OL | 0744/97.35 | Upload foto |
| Woonhuis, gebouwd in de jaren 30 van de twintigste eeuw onder invloed van de Amsterdamse school, dat onderdeel uitmaakt van de Dorpsstraat te Ulicoten. Het pand wordt van de openbare weg gescheiden door een tijdens de bouw gebouwde erfafscheiding, bestaande uit gemetselde kolommen, die door ronde ijzeren pijpen met elkaar zijn verbonden. |          |                           | Dorpsstraat 30        | 51° 27' 24" NB, 4° 51' 40" OL | 0744/97.29 | Upload foto |
| Langgevelboerderij uit het laatste kwart van de 19e eeuw die onderdeel uitmaakt van de Dorpsstraat te Ulicoten. In de jaren 30 van de 20e eeuw naar aanleiding van een ontwerp van architect Jacobs uit Alphen voorzien van een nieuwe voorgevel en het woongedeelte van de boerderij van een mansardekap. De naastgelegen schuur is in 1983 herbouwd. Hierin bevinden zich nog enkele gebinten. Deze schuur is niet beschermenswaardig. Voor de boerderij bevindt zich een gemetselde erfafscheiding, van dezelfde steensoort als de voorgevel van de boerderij.                                                         |          | Jacobs uit Alphen (N-Br.) | Dorpsstraat 38        | 51° 27' 26" NB, 4° 51' 32" OL | 0744/97.30 | Upload foto |
| Dorpshuis, gebouwd in 1931 onder invloeden van de Amsterdamse School, bestaande uit een begane grond met zadeldak, haaks op de straat. Boven de toegang is in een gevelsteen de volgende tekst opgenomen: "Parochie Sint Bernardus". Voor het pand is een erfafscheiding gebouwd in metselwerk met een ezelsrug. |          |                           | Dorpsstraat 40        | 51° 27' 26" NB, 4° 51' 31" OL | 0744/97.31 | Upload foto |
| Voormalige pastorie, gebouwd begin 20e eeuw, die onderdeel uitmaakt van de Dorpsstraat te Ulicoten. Het pand wordt van de openbare weg gescheiden door een tijdens de bouw gebouwde erfafscheiding met ezelsruggen. |          |                           | Dorpsstraat 42        | 51° 27' 27" NB, 4° 51' 31" OL | 0744/97.32 | Upload foto |
| Woonhuis dat deel uitmaakt van de Dorpsstraat te Ulicoten, gebouwd aan het einde van de 19e eeuw. Het maakte oorspronkelijk deel uit van een school met woning.Het schoollokaal is gesloopt, waardoor de linkerzijgevel opnieuw werd opgetrokken en blind is. Voor het pand bevindt zich de betegelde stoep en ter hoogte van de entree geven twee hardstenen treden toegang tot het woonhuis. |          |                           | Dorpsstraat 47        | 51° 27' 25" NB, 4° 51' 33" OL | 0744/97.36 | Upload foto |
| Woonhuis dat deel uitmaakt van de Dorpsstraat te Ulicoten, gebouwd aan het einde van de 19e eeuw. |          |                           | Dorpsstraat 49        | 51° 27' 25" NB, 4° 51' 32" OL | 0744/97.37 | Upload foto |
| Voormalige langgevelboerderij die deel uitmaakt van de Dorpsstraat te Ulicoten. Voor het pand bevindt zich een betegelde stoep, die ter plaatse van de toegang enkele hardstenen treden heeft. Het woonhuis is in 1919 verbouwd, waardoor de huidige verschijningsvorm tot stand kwam. Een gevelsteen herinnert aan de eerstesteenlegging. In die tijd werd tevens de rechterzijgevel vernieuwd. Het bouwvolume van de stal herinnert aan de oorspronkelijke vorm van de voormalige langgevelboerderij. |          |                           | Dorpsstraat 50        | 51° 27' 28" NB, 4° 51' 26" OL | 0744/97.33 | Upload foto |
| Woonhuis, gebouwd in de jaren 40 van de 20e eeuw onder invloed van de Amsterdamse School, dat onderdeel uitmaakt van de Dorpsstraat te Ulicoten. Het pand wordt van de openbare weg gescheiden door een tijdens de bouw gebouwde erfafscheiding, bestaande uit gemetselde kolommen die door ijzeren sierwerk met elkaar zijn verbonden. |          |                           | Dorpsstraat 55        | 51° 27' 26" NB, 4° 51' 30" OL | 0744/97.38 | Upload foto |
| Langgevelboerderij met naastgelegen schuur, vermoedelijk aan het einde van 18e of begin 19e eeuw gebouwd, die deel uitmaken van de Dorpsstraat te Ulicoten. Naast de toegang tot de woning bevindt zich een gevelsteen. |          |                           | Dorpsstraat 58        | 51° 27' 29" NB, 4° 51' 21" OL | 0744/97.34 | Upload foto |
| Woonhuis dat deel uitmaakt van de Dorpsstraat te Ulicoten., gebouwd aan het einde van de 19e eeuw. |          |                           | Dorpsstraat 85        | 51° 27' 28" NB, 4° 51' 19" OL | 0744/97.39 | Upload foto |
| Woonhuis dat deel uitmaakt van de Dorpsstraat te Ulicoten, gebouwd aan het begin van de 20e eeuw. Aan de linkerzijde is een garage onder een zadeldak aangebouwd, die niet beschermenswaardig is. |          |                           | Dorpsstraat 87/89     | 51° 27' 28" NB, 4° 51' 18" OL | 0744/97.40 | Upload foto |
| Woonhuis dat deel uitmaakt van de Dorpsstraat te Ulicoten, gebouwd aan het begin van de 19e eeuw. Aan de rechterzijde is een aanbouw gebouwd onder een zadeldak. Voor het pand bevindt zich een stoep en een fraai aangelegde tuin, die door een hekwerk van de openbare weg wordt afgescheiden. |          |                           | Dorpsstraat 91/93     | 51° 27' 28" NB, 4° 51' 16" OL | 0744/97.41 | Upload foto |
| Voormalig boerderijcomplex, gebouwd ca. 1915, bestaande uit een woonhuis en een aangebouwde L-vormige schuur. |          |                           | Maaijkant 16/16a      | 51° 28' 1" NB, 4° 52' 27" OL  | 0744/97.26 | Upload foto |
| Voormalig boerderijcomplex, gebouwd ca. 1896, bestaande uit een woonhuis met dwarsdeel en een schuur. Aan de linkerzijde van de woning met dwarsdeel een aanbouw (ca. 1925) en aan de rechterzijde een aanbouw uit 1896. |          | Jacobs uit Alphen (N-Br.) | Maaijkant 20          | 51° 28' 2" NB, 4° 52' 40" OL  | 0744/97.28 | Upload foto |

's-Hertogenbosch ·
Alphen-Chaam ·
Altena ·
Asten ·
Baarle-Nassau ·
Bergeijk ·
Bergen op Zoom ·
Bernheze ·
Best ·
Bladel ·
Boekel ·
Boxtel ·
Cranendonck ·
Deurne ·
Dongen ·
Drimmelen ·
Eersel ·
Eindhoven ·
Etten-Leur ·
Lijst van gemeentelijke monumenten in Geertruidenberg ·
Geldrop-Mierlo ·
Gemert-Bakel ·
Gilze en Rijen ·
Goirle ·
Halderberge ·
Heeze-Leende ·
Helmond ·
Heusden ·
Hilvarenbeek ·
Laarbeek ·
Land van Cuijk ·
Maashorst ·
Meierijstad ·
Moerdijk ·
Nuenen, Gerwen en Nederwetten ·
Oirschot ·
Oisterwijk ·
Oosterhout ·
Oss ·
Reusel-De Mierden ·
Roosendaal ·
Someren ·
Son en Breugel ·
Lijst van gemeentelijke monumenten in Steenbergen ·
Tilburg ·
Valkenswaard ·
Vught ·
Waalre ·
Waalwijk ·
Woensdrecht ·
Zundert